# Rudolf Hoch
Rudolf Hoch (* 19. September 1880 in Freiburg im Breisgau, Deutsches Reich; † 17. Juli 1936 in Fischen am Ammersee) war ein deutscher Schauspieler und Regisseur bei Bühne und Film.

## Leben und Wirken
Hoch wurde zu Beginn des 20. Jahrhunderts von Friedrich Basil in München künstlerisch ausgebildet und wirkte zunächst, bis zum Ausbruch des Ersten Weltkriegs, als Charakterkomiker an Bühnen in München, Graz, Düsseldorf, Nürnberg (wo er am Intimen Theater auch als Regisseur arbeiten durfte) und Wien. Im Krieg 1914–18 eingezogen, setzte Hoch nach 1918 seine Theaterkarriere fort und war bis 1922 als Schauspieler und Oberspielleiter am Wiesbadener Staatstheater engagiert. In diesem Jahr ließ sich Hoch in München nieder und wurde zunächst Ensemblemitglied der Kammerspiele und des Schauspielhauses. Seine letzten vier Lebensjahre, von 1932 bis 1936, gehörte Rudolf Hoch dem Münchner Staatsschauspiel an. 
Hoch füllte bevorzugt das Fach Raimundscher und Nestroyscher Gestalten mit Leben aus. Weitere Hauptrollen hatte er mit dem Dorfrichter Adam in Heinrich von Kleists Der zerbrochne Krug, dem Appel in Ludwig Thomas Komödie Lottchens Geburtstag und dem Nathan in Carl Rösslers Lustspiel Die fünf Frankfurter. In der Weimarer Republik trat Rudolf Hoch in unregelmäßigen Abständen auch vor die Kamera, doch sind seine Filmauftritte kaum bemerkenswert. 1934 führte er Filmregie bei der bajuwarisch-volkstümlichen Komödie “Er weiß, was er will”.
Hoch war seit 1924 mit der 1898 geborenen Schauspielerin Elsa Tiedemann verheiratet.

## Filmografie
Als Schauspieler, wenn nicht anders angegeben
- 1919: Die nicht sterben dürfen
- 1919: Aus Liebe gesündigt
- 1923: Martin Luther
- 1924: Ihre letzte Dummheit
- 1930: Eine Sturmfahrt ums Kap Hoorn
- 1932: Kreuzer Emden
- 1935: Er weiß, was er will (nur Regie)